# Централен стадион (Гомел)
Централният стадион в гр. Гомел, Беларус е многофункционален стадион.
Построен е между 2003 и 2006 г. Служи за домакински стадион на ФК „Гомел“. Разполага с капацитет от 14 307 места.